# MC Solaar
Claude M'Barali (n. 5 martie 1969, Dakar, Senegal), cunoscut profesional sub numele de MC Solaar, este un rapper francez de origine senegaleză și ciadiană. Este unul dintre cei mai cunoscuți și influenți artiști de hip hop din Franța, considerat de unii cel mai bun rapper francez din toate timpurile.